# Синтезис (група)
ДД Синтезис (на английски: DD Synthesis) е етно-фолк група от Северна Македония.
Основана е през 1995 година от Драган Даутовски, Гоце Димовски, Ване Йовчев, Марян Йовановски, Гоце Узунски, Радослав Шутевски, Анета Шуланковска, Биляна Ристовска и Миряна Йошевска. Използват инструменти като кавал, гайда, зурна, тъпан, тарамбука, тамбура и женски хор. Правят гастроли в цяла Европа и Америка.

## Дискография
- DD Sythesis (1996)
- Swinging Macedonia (2000)
- Live in Skopje (2002)
- Ostrov (2017)